# Crédit inter-entreprises
 (novembre 2023).
Si vous disposez d'ouvrages ou d'articles de référence ou si vous connaissez des sites web de qualité traitant du thème abordé ici, merci de compléter l'article en donnant les références utiles à sa vérifiabilité et en les liant à la section « Notes et références ».
 (novembre 2023).
 (novembre 2023).
Le crédit inter-entreprises est le crédit financier que les entreprises s'accordent entre elles dans le cadre de leurs relations commerciales d'achats et de ventes. Il résulte des délais de paiement contractuels convenus entre elles et est une composante du besoin en fonds de roulement. Il trouve son fondement dans la nécessité où se trouve chaque entreprise de développer son chiffre d’affaires en accordant du crédit à ses clients, c'est-à-dire en permettant à ceux-ci de ne payer qu'à terme la livraison des biens ou des services qu'elle leur vend.

## Définition
Le crédit inter-entreprises se définit macro-économiquement comme la somme des crédits fournisseur que les entreprises industrielles, commerciales et de services se consentent entre elles. Au niveau micro-économique, c'est-à-dire au niveau d’une entreprise, il est la différence entre le crédit fournisseur que cette entreprise accorde à ses clients et celui qu’elle a obtenu de ses fournisseurs. Il naît du décalage entre la livraison des biens ou la délivrance des prestations par le fournisseur, en général concomitantes avec leur facturation, et leur paiement par le client. Il est donc le fruit des délais de paiement que s’accordent les entreprises entre elles. Il s’inscrit dans le cycle d’exploitation de l’entreprise selon les phases suivantes : achats, paiement des achats, stockage des matières premières, conditionnements et marchandises, production, stockage des encours et des produits finis, ventes, facturation, encaissement des ventes.
Le crédit fournisseur est une source de financement pour l’entreprise cliente, la plupart du temps ou en apparence gratuit (car son coût financier peut être inclus dans le prix des produits ou prestations vendus).

## Origine
L’origine du crédit inter-entreprises remonte au Moyen Âge et à la création du commerce à grande échelle entre entreprises structurées dont la naissance en Italie se situe au cours de cette période. Outre le besoin croissant de commercer, il résulte de plusieurs données incontournables à l’époque : l’interdiction religieuse du prêt à intérêt (ou usure) ; le délai d’acheminement et de commercialisation des marchandises ; la recherche d’assurance de se faire payer. Il est donc marqué très culturellement par le lien à l’argent et par la notion de crédit portant intérêt avec des approches très contrastées entre l’Europe du sud, marquée par le catholicisme, très strict à cet égard, et l’Europe du nord, tenante du protestantisme, plus tolérante. En conséquence du développement plus rapide et plus important du crédit bancaire dans cette zone, les délais de paiement sont plus courts dans les pays du nord que dans les pays du sud de l’Europe.
Aujourd’hui[Quand ?], il résulte de l’insuffisance de fonds propres et/ou de financement bancaire pour couvrir le besoin né du décalage financier provoqué par le déroulement du cycle d’exploitation mais aussi, et surtout, du rapport de forces qui existe entre clients et fournisseurs, les clients voulant maximiser le crédit gratuit accordé par leurs fournisseurs.

## Importance
Selon le rapport 2011 de l’Observatoire des délais de paiement, le crédit inter-entreprises représente en France environ 605 milliards d’euros, soit environ 73 % de la totalité des crédits bancaires utilisés par les entreprises résidentes (825,1 milliards d’euros en décembre 2011) et cinq fois la part court terme de ces crédits (117,4 milliards d’euros en décembre 2011).

## Lois et réglementation
Depuis près de 30 ans, les législateurs français et européen ont souhaité réduire les délais de paiement entre entreprises car jugés excessifs au motif que le crédit qu’elles s’accordent ainsi fragiliserait les entreprises les moins bien dotées en capitaux propres et pourrait concourir à la défaillance de nombre d’entre elles.

### Les lois antérieures à la loi de modernisation de l’économie (LME)
Avant la LME, plusieurs lois ont traité de près ou de loin le sujet des délais de paiement entre entreprises. La loi relative à la prévention de la corruption et à la transparence de la vie économique et des procédures publiques « Sapin » de 1993 avait pour objectif « d’accompagner les négociations professionnelles pour parvenir à un abaissement des délais de paiement dans chaque branche professionnelle » ; les circulaires Dutreil de 2003 et de 2005 ont tenté de faire entrer dans les mœurs l’application des pénalités de retard de paiement ; dans le secteur des transports, la loi Perben de 2006 fixe le délai de paiement à 30 jours  après que la loi Gayssot de 1998 a tenté d’améliorer les paiements dans cette branche d’activité ; enfin, la loi pour le développement de la concurrence au service des consommateurs « Chatel » a renforcé en 2008 les sanctions à l’égard des mauvais payeurs.
La loi relative aux nouvelles régulations économiques de 2001 (dite loi NRE), en transposant en droit français la directive européenne de lutte contre le retard de paiement n° 2000-35-CE du 29 juin 2000, a marqué un tournant[évasif], mais il fallut la loi de modernisation de l'économie de 2008 (dite LME) pour que les résultats deviennent tangibles.

### La loi de modernisation de l'économie
Le principe est que les délais de paiement restent d’ordre contractuel. La loi ne fait que définir des délais maximum et des sanctions en cas de non-respect de ces délais.
La loi du 4 août 2008 dite de Modernisation de l’Économie, ou LME, a fixé, en matière de crédit inter-entreprises, entre autres, des délais de paiement maximaux de 60 jours nets ou de 45 jours fin de mois, a revu le taux des pénalités de retard ainsi que les sanctions attachés au non-respect de ces dispositions. Les dispositions concernées de cette loi sont reprises dans l’article L441-6 du Code de Commerce. 
Cependant, la LME avait par ailleurs permis à certaines filières de passer des accords sur les délais dérogatoires aux délais maximaux mais devant revenir au niveau du droit commun au bout de 3 ans, c'est-à-dire au 1er janvier 2012. Néanmoins, la loi relative à la simplification du droit et à l'allègement des démarches administratives du 22 mars 2012, permet une prorogation de ces accords si la vente ou la prestation présente un caractère saisonnier particulièrement marqué rendant difficile le respect du plafond légal de délai de paiement. En outre, la LME a fait l’objet de nombreux contournements et interprétations qui l’ont quelque peu dénaturée. 
C’est à la Direction générale de la concurrence, de la consommation et de la répression des fraudes (DGCCRF) qu’échoit le contrôle de l’application des dispositions relatives à l’application de l’article L441-6 du Code de Commerce.

### Les directives européennes
Plusieurs directives de l'Union européenne ont traité le sujet notamment : la directive européenne n° 2000-35-CE du 29 juin 2000 concernant la lutte contre le retard de paiement dans les transactions commerciales transposée en droit français par la loi NRE ; la directive européenne n° 2011/7/UE du 16 février 2011 concernant la lutte contre le retard de paiement dans les transactions commerciales (en) (refonte) que la LME a transposée par anticipation dans le droit français.

### Les résultats
Hormis la LME, la plupart des lois mises en œuvre ont eu des résultats mitigés. Les défaillances d’entreprises, même après corrections des crises financières successives de 2007 à 2011, n’ont pas décru en nombre (une analyse théorique réalisée par Alexis Direr montre que le taux de défaillance des entreprises ne dépend pas du crédit inter-entreprises qu’elles s’accordent) et les délais de paiement, bien qu’ayant globalement baissé, montrent encore de trop nombreuses exceptions ou différences selon la taille de l’entreprise ou le secteur d’activité. De fait, la loi NRE et surtout la LME ont permis, entre 2000 et 2010, une décroissance des délais de paiement d’environ 9 jours de chiffre d’affaires pour le crédit clients et 12 jours d’achats pour le crédit fournisseurs pour atteindre respectivement 49 et 56 jours. Mais ces délais sont repartis à la hausse en 2011, notamment par un accroissement des retards de paiement.

## Le crédit inter-entreprises et sa gestion financière

### La mesure
La mesure du crédit inter-entreprises est l’encours financier porté entre la facturation et le paiement des factures entre fournisseurs et clients. Il s’agit donc d’un montant exprimé en unité monétaire. A un instant donné, il s’agit du montant cumulé des factures émises et non réglées, qu’elles soient échues ou non échues, que l’on désigne sous le terme d’encours de crédit.
Il peut également être exprimé en nombre de jours de chiffres d’affaires ou d’achats selon que l’on se positionne du côté fournisseurs ou du côté clients. Le crédit clients s’exprime en nombre de jours de chiffre d’affaires ou days sales oustanding (DSO) ; le crédit fournisseurs en nombre de jours d’achats ou days payable outstanding (en) (DPO). Plusieurs méthodes sont utilisées pour réaliser ce calcul : méthode du chiffre d’affaires moyen, méthode de l’encours moyen, méthode par épuisement du chiffre d’affaires (ou roll back ou count back), cette dernière étant la plus précise car tenant compte de l’effet de saisonnalité du chiffre d’affaires.

### L’analyse
Le crédit inter-entreprises est une composante double du besoin en fonds de roulement et, plus précisément, du besoin en financement d’exploitation (ou besoin en fonds de roulement d’exploitation). A l’actif, il s’agit des postes clients et comptes rattachés, représentant le crédit client et, au passif, des postes fournisseurs et comptes rattachés, représentant le crédit fournisseur. La plupart du temps, le montant du crédit client est supérieur au montant du crédit fournisseur créant ainsi un actif, un emploi, qu’il convient de financer. Il fait donc partie de l’actif économique de l’entreprise et constitue un emploi de fonds nécessaires à la réalisation de l’objet social de l’entreprise, donc à son exploitation. Comme tout actif, il comporte un risque de perte partielle ou totale de valeur, risque qui doit être normalement supporté in fine par l’actionnaire. Lorsque le montant du crédit client est inférieur au montant du crédit fournisseur, le crédit inter-entreprises est un passif, une ressource financière : cette situation se retrouve dans les entreprises de distribution dont les clients paient comptant alors que les fournisseurs sont payés à terme.

### Le financement
Il est fréquent d'entendre que le crédit inter-entreprises, c’est-à-dire le crédit client de l’entreprise fournisseur, doit être financé par du crédit bancaire à court terme au motif qu’il s’agit de créances courtes qui se renouvellent constamment et réparties sur plusieurs clients. Le crédit bancaire à court terme accordé est, le plus souvent, un crédit causé par les créances clients et justifié par une avance de fonds compensant le décalage généré par le délai de paiement, avance qui est remboursée par l’encaissement à échéance des créances. Ces créances peuvent éventuellement constituer la garantie de cette avance (notamment par le biais d’une cession Dailly). Tous les types de crédit à court terme bancaire sont utilisés à cet effet : découvert, escompte commercial, avance ou crédit de trésorerie. L’affacturage inversé est une technique bancaire permettant de financer les fournisseurs de l’entreprise à l’initiative de celle-ci.
Cependant, compte tenu de la permanence du besoin financier résultant du crédit inter-entreprises et du risque attaché, le financement de cet actif doit plus naturellement être financé par les fonds propres de l’entreprise alors que le financement bancaire doit porter sur les investissements générateurs de trésorerie, source du remboursement de celui-ci.
En réalité, il convient de le financer selon un mix fonds propres/financement bancaire sur la base de l’approche dite du capital économique qui permet de profiter de l’effet de levier de l’endettement et de tenir compte de la couverture par des fonds propres du risque de l’actif financé.